# Тиволи (Копенхаген)
Тиволи, такође познат као Тиволи Вртови, забавни парк у Копенхагену, у Данској. Парк је отворен 15. августа 1843. године и други је најстарији забавни парк на свету, после Дирехавсбакена у оближњем Клампенборгу, такође у Данској.
Са 4,6 милиона посетилаца у 2017. години. Тиволи је други најпопуларнији забавни парк на свету после Европа-парка. Тиволи је најпосећенији тематски парк у Скандинавији и пети најпосећенији тематски парк у Европи, иза парка Дизниланд, Европа-Парк, Волт Дизни Студио Парк и Ефтелинг. Налази се директно у центру Копенхагена, поред Централне железничке станице за град.

## Историја
Забавни парк први пут се звао "Тиволи и Ваукхал";"Тиволи"  алудира на Јардин де Тиволи у Паризу (који је са своје стране добио име по Тиволију близу Рима, Италија ), и "Ваукхал" алудирајући на Ваукхалл вртови у Лондону. Спомиње се у разним књигама, као што је " Број звезда", Лоис Ловри, а такође је истакнуто коришћен у научнофантастичном филму Рептилицус из 1961. године.
Оснивач Тиволија, Георг Царстенсен (рођен 1812—1857), добио је петогодишњу повељу за стварање Тиволија рекавши краљу Кристијану VIII да "кад се народ забавља, они не размишљају о политици". До 1850-их Тиволи је био ван града, из града је доступан само преко Вестерпорта.
Тиволи је од свог почетка обухватао разне атракције: зграде у егзотичном стилу замишљеног Оријента: позориште, штандови са бендом, ресторани и кафићи, цвећаре и примитивне живописне железнице. Након тамних, обојених лампи осветљавали су вртове. Понекад се у Тиволијском језеру, остатку јарка који окружује градска утврђења, могао се видети ватромет.
Композитор Ханс Кристиан Лумбие (рођен 1810—1874) био је Тиволијев музички руководилац од 1843. до 1872. године. Лумбие је био инспирисан бечким композиторима валцера, попут породице Штраус ( Јохан Штраус I и његови синови), и постао познат под називом "Штраус севера ". Многе од његових композиција посебно су надахнуте вртовима, укључујући „Поздрав власницима тикета Тиволи“, „Карневалске радости“ и „Празнична ноћ у Тиволију“. Симфонијски оркестар Тиволи још увек изводи многа дела.
Године 1874, пантомиме театар у кинеском стилу заузео је место једног старијег мањег позоришта. Публика стоји на отвореном, а позорница је унутар зграде. "Завеса" театра је механички реп пауна. Позориште је од самог почетка било дом италијанских пантомима, које је у Данској увео италијански Ђузепе Касорти. Ова традиција, зависна од италијанске Комедија деларте, одржана је у животу; приказује ликове Касандра (старог оца), Колумбина (његова лепа ћерка), Харлекин (њен љубавник), а посебно популаран код најмлађих гледалаца, глупог слугу Пиерота. Одсуство говорног дијалога представља предност, јер је Тиволи сада међународна туристичка атракција.
Крајем 19. и почетком 20. века Тиволи је такође био домаћин изложби људи.
Године 1943. нацистички симпатизери спалили су многе зграде Тиволија, укључујући и концертну дворану. На њиховом месту су саграђене привремене зграде и парк је поново почео да ради после неколико недеља.
Тиволи се увек развија без напуштања свог оригиналног шарма или традиција. Георг Царстенсен рекао је 1844. године: "Тиволи никада неће, такорећи, бити готов", осећај је одјекнуо нешто више од једног века касније када је Волт Дизни рекао да је њргов властити темпијски парк инициран Тиволијем, " Дизниленд никада неће бити довршен. То ће наставити да расте све док у свету остаје машта. "
На исландском, данском, норвешком и шведском реч тиволи постала је синоним за било који забавни парк.

## Вожње
Парк је најпознатији по дрвеним ролер- цоастерима, Рутсцхебанену, или како га неки називају, Бјергбанен, изграђен 1914. године. Један је од најстаријих дрвених подморница на свету који и данас делује. Оператор контролише вожњу кочењем тако да не постигне превелику брзину током спуштања са брда. То је АЦЕ Коастер Класик.
Други ваљак, Демон, има Имелманову петљу, вертикалну петљу и ролу са нула Г током времена вожње од само једне минуте и четрдесет шест секунди. Старо клизалиште, Змија, уклоњен је да има довољно простора за Демон. У 2017. години, Тиволи Вртови је вожњи додао факултативно искуство виртуелне стварности, симулирајући лет кроз древну Кину, заједно са сусретима са змајевима и демонима. Демон је смештен поред концертне дворане.
Позната вожња љуљашкама, Звездани летак, отворена је у Тиволију 2006. године, висока 80 m и изграђена од аустријске компаније Фунтиме из Аустрије, нуди панорамски поглед на град.
Дана 1. маја 2009. године, Тиволи Вртови отворио је нову вожњу Вртоглавице, петљу са авионом у којој возач управља пилотом, управљајући авионом.
Вожња ваздушном трком Замперла, Акуила, отворена је 11. априла 2013. То је џиновска љуљашка и фиока са центрифугалним снагама до 4 г, названа по сазвежђу Орао.
Најновија атракција је Фатаморгана, која је отворена 2016. Ово је први светски Кондор 2ГХ, који нуди два одвојена места за седење, једну блажу верзију са кабинама за два седишта и узбудљиву верзију у којој се возачи возе великом брзином док седе. у прстену и окренут према средини.

## Остале вожње
- Акуила - џиновска љуљашка и рингишпила која је отворена 2013; са центрифугалном снагом до 4 г; ограничење висине 1,2 м.
- Аутомобили браника - класични аутомобили на браник који датирају из 1926. године.
- Фатаморгана - хибридна Кондор вожња висине од 43 m, која је отворена 2016. Хусс.
- Ферис точак- Ферис точак који је отворен током Другог светског рата 1943. године.
- Летећи пртљажник - мрачна вожња надахнута ХЦ Андерсеном у 7 минута која је отворена 1993. и обновљена 2010. Мацк Ридес.
- Бродови галерије - бродови са кружним раскрсницама који су отворени 1937. године.
- Златни торањ - Турбо падава кула која је отворена 1999; висина 63 m (207 ft). С&С широм света.
- Рудник - мрачна вожња у чамцу која је отворена 2003. године; ова 200 м дугачка вожња мински тематиком има пад од 2 м. Мацк Ридес.
- Џиновска љуљашка - магична вожња тепихом која је отворена 2001; ограничење висине 1,4 м. Зиерер.
- Звездани летак - небески летак висок 80 m (260 ft) који је отворен 2006; ограничење висине 1,2 m. Време забаве.
- Колица с љуљашком - љуљашка која се користи за Ноћ вештица и Божић.
- Тик Так - вожња спинером која је отворена у лето 2018; Посетиоци се ”бацају кроз време и простор”, окрећу се и вертикално и хоризонтално великом брзином, док су изложени силама које се приближавају 4Г. Мондиал.
- Вртоглавица - џиновска љуљашка која је отворена 2009; ограничење висине 1,4 м. Технички парк. Ова вожња авионом петље постиже брзину од 100 km/h (62 mph) и висину од 30 m (98 ft).

## Дечије вожње
- Астроном – свемирски бродови с кружним кретањем, који су отворени 2017. године.
- Велики сат – мали рингишпил који је отворен 1970. године.
- Класична вртешка - из 1920. године.
- Змајеви чамци – управљајте својим бродом на води, отворен 1936. године.
- Воз Вилењака - вожња возом.
- Кућа забаве – кућа за игру и забаву.
- Светионик - ваздушна вртешка која је отворена 2010.
- Мали Змај - љуљашка.
- Мали пилот - авиони који су отворени 1990. године. Преуређен у „Малог змаја“ 2013. године у оквиру поновног отварања Забавног Ћошка.
- Музичка вртешка - вртешка.
- Миниморгана – мали сударајући аутомобили који су отворени 2016. године
- Панда - мини спратна кула која је отворена 2000. Замперла.
- Звездани торањ - дечји "тобоган" отворен је 2013. године у оквиру поновног отварања Забавног Ћошка.
- Храм - вожња торњем на којој подижеш самог себе који се отворио 2000. године.
- Старински аутомобили - аутомобили на стази који су отворени 1959. године.
- Дрвена вртешка - дрвена вртешка.

## Остале атракције
- Позориште Пантомиме - има бесплатне представе пантомиме.
- Тиволијки дечаци - чине дечаци од 9 до 16 година који изводе музику у парку.
- Акваријум Тиволи - смештен испод нивоа земље у Концертној дворани, улаз се доплаћује.
- Забавне игре - доплата.
- Тиволи Џекпот - новчане награде, доплата.
- Тиволи фестивал - одржава се од 14. маја до 8. септембра и садржи више од 50 различитих догађаја који укључују оперне представе, симфонијске концерте, камерну музику, поп и рок извођаче и још много тога. Петком у 22 сати одржава се недељни рок концерт под заставом Петак рок.
- Концертна сала - од првог дана у парку постоји концертна сала; садашња концертна дворана изграђена је 1956. године и сместила је 1660 гостију. Реновиран је 1985. године и тада је дограђена Ротунда. Музички концерти и емисије са доплатом.
- Позориште Стаклене дворане - садашња Стаклена дворана саграђена је 1946. године, након уништења старе 1944. године током нацистичке окупације Данске. дворана садржи све врсте музичких догађаја, као и позоришне представе за децу. Доплата.
- Павиљон Хармоније - повремено музички наступи током целе године и посебни догађаји.
- Сцена на отвореном – ова сцена на отвореном угошћује и музичке наступе и друге врсте емисија.
- Шетајућа Сцена - повремени музички наступи током целе године и посебни догађаји.

Поред тога, постоји Фест Ноћ вештица у октобру и божићни празници у децембру. Током лета у парку се одржавају представе ватромета.

## Хотели
Постоји један хотел на лицу места у парку: Хотел Нимб. Хотел и Конгресни центар Тиволи повезан је са Тиволи Вртови само именом, али уска сарадња и даље постоји.

## Извођачке уметности
Поред вожња, Тиволи Вртови служе и као место одржавања различитих уметничких уметности и као активан део културне сцене у Копенхагену.
- Тиволи Концерт сала

Тиволи Концерт сала је класична концертна сала у којој се налазе концерти са неким од највећих имена међународне класичне музике.
- Позориште пантомиме

Позориште Пантомиме је позориште на отвореном који је пројектовао Вилхелм Дахлеруп, такође познат по дизајну Краљевског данског театра. То је историчар налик на играчке изграђен у кинеском стилу и познат је по својој механичкој предњој завеси која захтева петорицу мушкараца да се преруше попут павиног репа. Као што му име каже, то је превасходно сцена за пантомимски театар у класичној италијанској традицији комедија деларте, која се свакодневно изводи са живим пит оркестром. Поред ове оригиналне функције, позориште води други живот као место балета и модерног плеса, изводећи дела кореографа као што су Аугуст Боурнонвиле, Дина Бјорн, Лоуисе Мидјорд и Паул Јамес Ронеи.
- Омладински Чувари Тиволи

Омладински Чувари Тиволи је формација дечака и девојчица старости 8-16 година, обучени у униформе које подсећају на оне краљевске данске гарде у комплету са медведим кожама. Основана је 1844. године и концертира, прави параде, чува зграде и споменике у башти у посебним приликама и представља вртове на разним догађајима. Састоји га од корпуса бубњева, марширајућег војног састава и вође часне гарде .
- Ритмичка музика

Током топлијих летњих месеци, Тиволи приказује и серију живе музике под називом Петак рок која је у прошлости садржила Рокете, Смасхинг Пумпкинс, Стинг, Беацх Боис, Пет Схоп Боис, Кание Вест и 5 Сецондс оф Суммер, и такође популарни дански глумци као што су ТВ-2, Нећак, Ханне Боел, Равеонетес и Тхомас Хелмиг.
За време Копенхагенског џез фестивала, Тиволи Вртови један је од бројних локалитета у Копенхагену који служе као место одржавања концерата.